# 山东泰安交通运输集团有限公司
山东泰安交通运输集团有限公司也称为泰安交运集团。

## 历史沿革
- 1976年，为适应泰安地区经济建设需要，山东省交通厅决定：泰安地区的8个汽车队、11个汽车站和一所技工学校组建泰安地区汽车运输公司。
- 1976年10月1日正式成立。
- 1982年1月15日更名为山东省公路运输联合公司泰安地区分公司；
- 1985年8月8日更名为泰安汽车运输公司；
- 1990年1月1日更名为泰安汽车运输总公司；
- 2002年3月6日更名为山东泰安交通运输有限责任公司；
- 2006年4月18日更名为山东泰安交通运输集团有限公司[1]